# 周師旦
周师旦（？—？），字句嵕，湖廣德安府应城县人，軍籍，明朝政治人物。

## 生平
万历二十九年（1601年）辛丑科進士，初任永川县知县，旋调巴县，考最，授浙江道御史，巡按宣大，上言振纪纲十事，纠代府，纾商困，劾贪弁，转江南督学，奏罢纳资入学，士林称之。天启元年（1621年）升大理寺左寺丞，官至太僕寺少卿。